# Saint-Sixte, Loire
Saint-Sixte är en kommun i departementet Loire i regionen Auvergne-Rhône-Alpes i centrala Frankrike. Kommunen ligger i kantonen Boën som tillhör arrondissementet Montbrison. År 2022 hade Saint-Sixte 683 invånare.

## Befolkningsutveckling
Antalet invånare i kommunen Saint-Sixte
| Referens: INSEE |